# 2012 KA51
2012 KA51, também escrito como 2012 KA51, é um corpo celeste que é classificado como um damocloide. O mesmo possui uma magnitude absoluta de 11,1 e tem um diâmetro com cerca de 27 km.

## Descoberta
2012 KA51 foi descoberto no ano de 2012.

## Órbita
A órbita de 2012 KA51 tem uma excentricidade de 0,978 e possui um semieixo maior de 224,399 UA. O seu periélio leva o mesmo a uma distância de 4,910 UA em relação ao Sol e seu afélio a 443,888 UA.